# کیت فیلیپس
کیت فیلیپس (انگلیسی: Kate Phillips؛ زادهٔ ۲۱ مهٔ ۱۹۸۹) بازیگر اهل بریتانیا است. وی از سال ۲۰۱۴ میلادی تاکنون مشغول فعالیت بوده‌است.
کیت فیلیپس در فیلم‌ها و سریال‌های مختلف حضور داشته است و به خاطر بازی در فیلم "The Crown" و "Little Women" شهرت زیادی به دست آورده است. همچنین وی برای بازی در فیلم‌های مستقل و تئاتر نیز تحسین‌برانگیز بوده است. کیت فیلیپس بازیگری استعدادمند و پرطراوت است که با بازی های قوی و عملکرد حرفه ای خود توانسته جایگاه خوبی در صنعت سینما به دست آورده است.
از فیلم‌ها یا برنامه‌های تلویزیونی که وی در آن نقش داشته‌است، می‌توان به پیکی بلایندرز، دانتون ابی، تاج، روان‌پزشک، خانم اسکارلت و دوک، بازی انگلیسی، عواقب و خانم اسکارلت و دوک اشاره کرد.